# David Vogel (Architekt)
David Vogel (* 6. Dezember 1744 in  Zürich; † 10. Dezember 1808 ebenda) war ein Schweizer Architekt, Architekturtheoretiker und Politiker.

## Leben
Vogel absolvierte eine Lehre als Maurer im Betrieb seines Vaters Heinrich Vogel. Zum Zweck des Studiums klassischer Architektur und Plastik begab er sich 1763 nach Rom, wo er unter Vermittlung seiner Zürcher Freunde von Kunst- und Architekturtheoretiker Johann Joachim Winckelmann unterrichtet wurde. Er unternahm zahlreiche Studienreisen und baute sich eine umfassende Bibliothek der antiken Architektur auf. Zurück in Zürich fungierte er ab 1766 als Baumeister. Seinen ersten grösseren Auftrag für ein Pfarrhaus erhielt er allerdings erst 1773 in Rorbas, kurz darauf errichtete er die Kirche Embrach.
1794 reiste er nach Paris, das von den Nachwehen der Französischen Revolution erschüttert war. Der überzeugte Republikaner wurde nach der Schweizerischen Revolution von 1798 Bauinspektor unter dem helvetischen Regime. Ausserdem engagierte er sich weiterhin für politische Anliegen.
Sein Schwager war der Lehrer und evangelische Geistliche Hans Rudolf Maurer.

## Werk

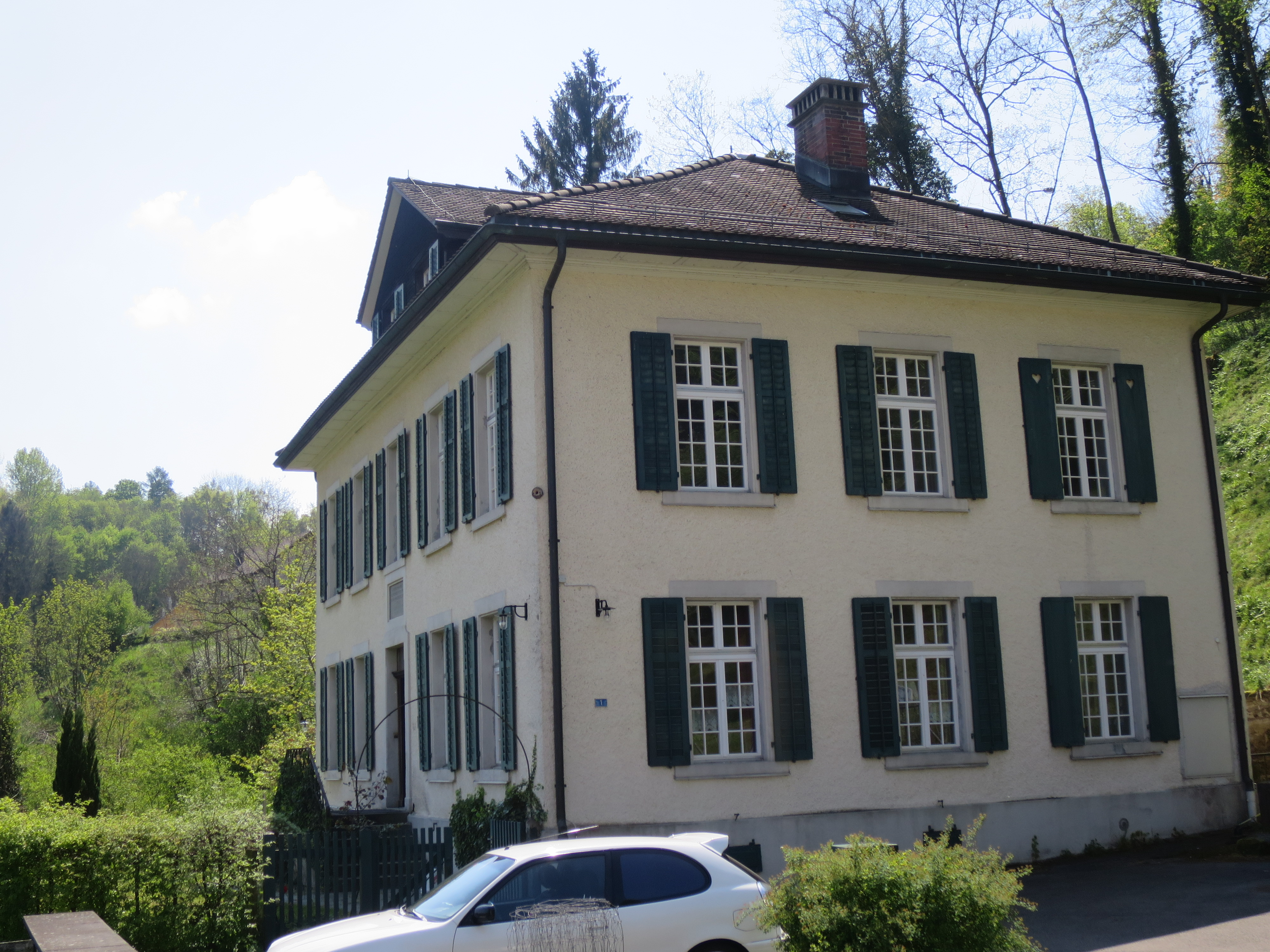
Pfarrhaus Rorbas

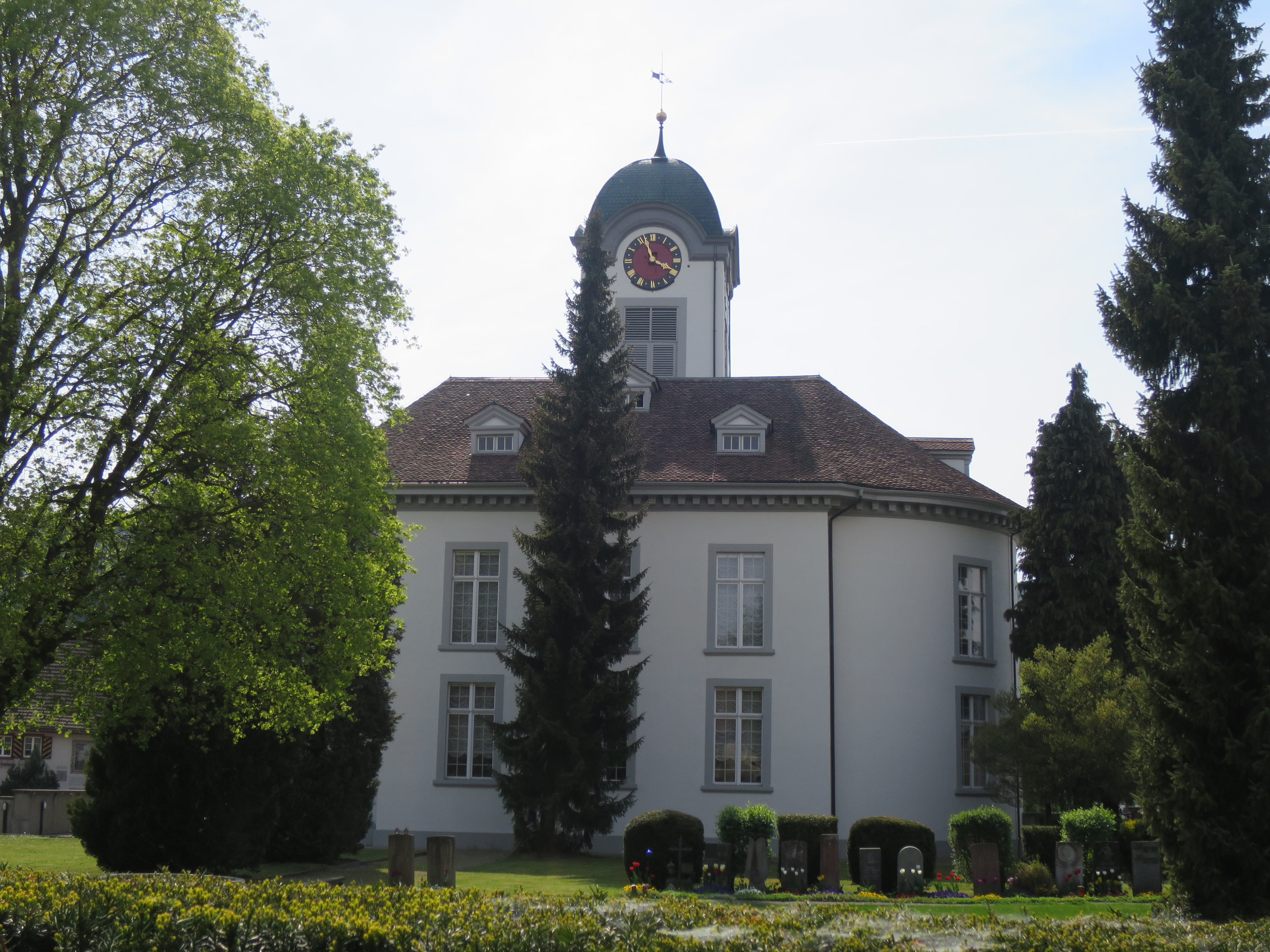
Kirche Embrach

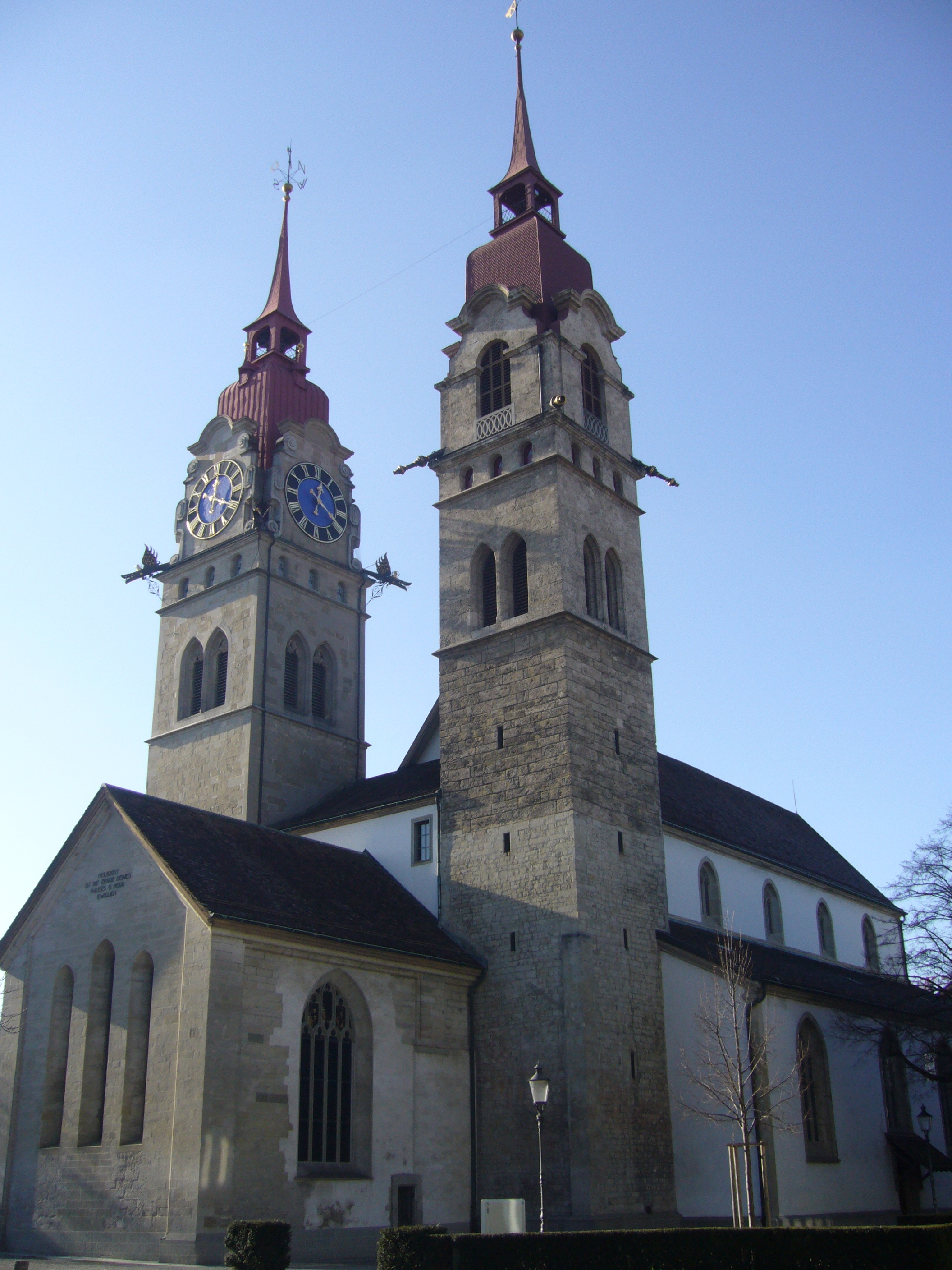
Türme der Stadtkirche Winterthur (Vogels Nordturm rechts)

Vogel war einer der ersten Schweizer Architekten, die im Stil des Klassizismus bauten. Sein Hauptwerk ist die als ovale Querkirche konzipierte Kirche von Embrach, die eine spezifisch protestantische Raumkonzeption mit der nüchternen Strenge des frühklassizistischen Stils vereinigt. 
Vogel schuf mehrere Entwürfe für Kirchenbauten, die den Ansprüchen des reformierten Predigtgottesdienstes Rechnung tragen sollten. Die Entwürfe beinhalten Grundrisse in Oval- und Trapezform. Die Grundrisse erinnern zum Teil an die Vorschläge des barocken Architekturtheoretikers Leonhard Christoph Sturm.

### Werke (Auswahl)
- 1773–1776: Pfarrhaus in Rorbas (schlichter, klassizistischer Bau)
- 1789–1780: Reformierte Kirche Embrach (seltener Querovalbau mit mächtigem Risalit und inkorporiertem Frontturm in klassizistischen Formen)
- 1794: Nordturm der Stadtkirche Winterthur (in barockisierenden Formen, stilistisch an den Südturm angelehnt)